# Кривичи (селище)
Кривичѝ (на беларуски: Крывічы) е селище в северна Беларус, административен център на Кривичкия селсъвет в Минска област. Населението му е около 1100 души (2020).
Разположено е на 173 метра надморска височина в Беларуското поезерие, на 31 километра югоизточно от Мядел и на 90 километра северно от Минск. Археологични данни за селището има от XII век, а първото му писмено споменаване е от 1493 година, когато е част от Великото литовско княжество. С Втората подялба на Полша през 1793 година е присъединено към Руската империя, отново е част от Полша от 1921 година до Пакта „Рибентроп-Молотов“ от 1939 година, когато е анексирано от Съветския съюз.

## Известни личности
Родени в Кривичи
- Александър Ходзко (1804 – 1891), ориенталист и дипломат